# Шупик Григорій Сакович
 Григорій Сакович Шупик  (* 16 січня 1915 — 6 липня 1992) —  радянський військовий льотчик, Герой Радянського Союзу (1945). У роки німецько-радянської війни заступник командира ескадрильї сорок третього гвардійського штурмового авіаційного полку 230-ї штурмової авіаційної дивізії 4-ї повітряної армії  2-го Білоруського фронту, гвардії лейтенант. Батько Н. Мозгової, дід А. Мозгового.

## Біографія
Народився 16 січня 1915 в селі Софіївська Борщагівка (нині у межах Києво-Святошинського району Київської області України). Українець. У 1935 році закінчив Артемівський кераміко-механічний технікум і аероклуб.
У 1936 році призваний до РСЧА. Став курсантом Київського авіаційного училища, яке закінчив у 1937 році і служив на посаді льотчика-інструктора.
Учасник вторгнення СРСР до Польщі в 1939 році. 
У боях німецько-радянської війни з березня 1942 року. Воював на Південному, Північно-Кавказькому, в окремій Приморській армії і на 2-му Білоруському фронтах. До квітня 1945 року здійснив 120 бойових вильотів на штурмівку військ противника.
18 серпня 1945 року гвардії лейтенанту Григорію Саковичу Шупику присвоєно звання Героя Радянського Союзу з врученням ордена Леніна та медалі «Золота Зірка».
Після війни продовжував службу в армії.
З 1958 року майор Г.С. Шупик у запасі. У цьому ж році закінчив заочно юридичний факультет Київський державний університет імені Т. Г. Шевченка. Жив у Києві Помер 6 липня 1992 року. Похований у Києві на Софійській-Борщагівському цвинтарі.